# Silvino Olavo
Silvino Olavo Martins da Costa (Esperança, 27 de julho de 1897 - Campina Grande, 26 de outubro de 1969) foi um advogado, jornalista e poeta paraibano.

## Biografia
Nasceu na fazenda Lagoa do Açude, então pertencente ao município de Campina Grande, filho do comerciante Coronel Manoel Joaquim Cândido e de Josefa Martins Costa. Seu pai era proprietário de terras e agricultor, vivendo da criação de gado e da plantação de algodão e cereais. Em 1915, o Coronel Cândido se transfere para a vila de Esperança, na época pertencente ao município de Alagoa Nova. Ainda adolescente, Silvino foge da casa dos pais e ruma para a capital Paraíba, sendo acolhido por uma tia. Decidindo estabelecer-se na cidade, consegue matricular-se no Colégio Marista Pio X, onde concluiu o secundário em 1920. 
Ainda em 1920, muda-se para o Rio de Janeiro para cursar direito, diplomando-se em 1924. Retorna à Paraíba no ano seguinte, desempenhando um papel de destaque na campanha pela emancipação política de sua terra natal, Esperança. Em maio de 1925, por ocasião da inauguração do sistema de luz elétrica naquele município, Silvino profere, na presença do presidente de estado João Suassuna, o discurso Esperança - Lírio Verde da Borborema, publicado posteriormente. Em dezembro daquele ano a campanha obteve sucesso com a publicação da lei nº 624 criando o município de Esperança.
No final de 1925, já instalado na capital Paraíba, é chamado para chefiar a redação do periódico O Jornal. Esse posto na imprensa lhe permite conhecer alguns dos principais literatos da época, como Órris Soares, Eudes Barros, Severino Alves Ayres e Peryllo Doliveira. Nesse período, Silvino Olavo torna-se um respeitado funcionário público e homem de letras, colaborando com publicações como o jornal A União e a revista Era Nova. Foi uma das figuras mais destacadas do meio literário paraibano em sua época, participando ativamente do que foi chamado "Grupo dos Novos", que promovia tertúlias das quais participavam escritores como Peryllo Doliveira, Eudes Barros e Américo Falcão.
Destacando-se também na vida política, chegou a ser Oficial de Gabinete do presidente estadual João Pessoa, engajando-se em 1930 na campanha da Aliança Liberal na qual seu chefe era vice-presidente da chapa de Getúlio Vargas. Devido a seu destaque na produção literária, Silvino Olavo foi um dos que recepcionou o escritor Mário de Andrade em janeiro de 1929, junto a José Américo de Almeida e Ademar Vidal.
Nesse período começou a apresentar os primeiros sinais de esquizofrenia. Com o assassinato de João Pessoa e a subsequente Revolução de 1930, seu quadro apresenta uma piora e ele é internado na Colônia Juliano Moreira, em João Pessoa. Lá ficou, em completo ostracismo, até ser resgatado em 1952 por seu cunhado Valdemar Cavalcanti.
Passou seus últimos anos sob os cuidados do cunhado, com a saúde mental fortemente abalada. Morreu em 26 de outubro de 1969, vítima de complicações renais, no Hospital João Ribeiro na cidade de Campina Grande.

## Características da obra
A obra de Silvino Olavo é considerada um dos principais exemplos da influência da escola simbolista na Paraíba, sem no entanto segui-la de forma doutrinária. Para o crítico João Lelis, Silvino promove uma transição entre o simbolismo e formas mais livres, considerando-o um pioneiro do modernismo no estado. Assim também o caracteriza Gemy Cândido, que o considera dotado de uma "estranha capacidade de assimilar o moderno". Essa preocupação do equilíbrio entre o tradicional e o moderno já pode ser identificada, por exemplo, em seu poema Idealismo vão, que faz parte de Cisnes, seu primeiro volume de poesias publicado no Rio de Janeiro em 1924:
Eu, que abomino tudo que é banal

e ante a vulgaridade me arrepio,

lanço na liça o guarte, em desafio

a este meu tempo de feição brutal.

Em prol da Ideia-Nova, original,

quero bater-me com denodo e brio,

glorificar-me em justas, ao feitio,

de um nobre Cavalheiro de San-Graal.

Qual D. Quixote, à luz de Dulcinea,

quero lutar por ti, sublime Ideia

Inda que seja só - número um!

!... Ludibrio-me assim, nessa esperança,

como se o peso atávico da herança

não me implicasse para a Val-Comum!
Embora os problemas de saúde mental tenham interrompido suas publicações, a obra de Silvino continuou exercendo influência inclusive para novas gerações de escritores. A coletânea de poesias que lançou a chamada Geração 59 foi originalmente dedicada "a dois grandes poetas, Augusto dos Anjos e Silvino Olavo".

## Obras publicadas
- Cisnes, 1924. Poesia
- Estética do Direito, 1924. Ensaio
- Esperança - Lírio Verde da Borborema, 1925. Discurso
- Cordialidade, estudo literário, 1ª série, 1927. Ensaio
- Sombra Iluminada, 1927. Poesia[13]